# Jeanne du Barry
Jeanne du Barry (született Jeanne Bécu de Cantigny, vagy Jeanne Gomard de Vaubernier; Vaucouleurs, 1743. augusztus 19. – Párizs, 1793. december 8.), XV. Lajos francia király utolsó hivatalos szeretője (maîtresse-en-titre) 1769 és 1774 között. Házasság révén lett grófné, s használta a Barry grófnője (Madame du Barry), illetve a Jeanne du Barry nevet. A francia forradalom idején kivégezték.

## Származása
Jeanne Bécu 1743. augusztus 19-én született a lotaringiai Vaucouleurs-ben Anne Bécu és valószínűleg Jean-Baptiste Gormand de Vaubernier ferences rendi szerzetes törvénytelen gyermekeként. Az 1713-as születésű Anne Bécu apja Roreté gróf lakája volt és a nő feltehetően szabados életmódja miatt nem ment férjhez, bár a leírások szerint igen csinos volt. Varrónőként dolgozott a kis vaucouleurs-i apátságnak, így ismerkedett meg az „Angyal” (L’Ange) melléknevű de Vaubernier-vel (Jeanne-t gyerekkorában a kisvárosban „kis angyalnak” nevezték és később luxusprostituáltként is az Angyal nevet használta).
Anne Bécu ezután megismerkedett a gazdag Claude Roch Billard-Dumonceaux-val, aki a keleti határvidék helyőrségeinek volt a fő hadiszállítója. Feltehetőleg ő volt az apja 1747 februárjában született második gyermekének, Claude-nak, aki azonban tíz hónaposan meghalt. A pénzember segítségével Anne és a három éves Jeanne Párizsba költözött, ahol Billard-Dumonceaux az „állandó szeretője” házában szakácsnőként alkalmazta. 1749 júliusában férjhez ment Nicolas Rançonhoz, akinek Billard raktárgondnoki állást szerzett. Az öt éves Jeanne-t beadták a párizsi Sainte-Aure zárdába, hogy megfelelő neveltetésben részesüljön. A szigorú szabályzatú zárdában a lányokat a művészetek ismeretére oktatták és megtanították őket önálló háztartást vezetni.

## A kurtizán

Mme du Barry portréja (François-Hubert Drouais, 1770)

Jeanne tizenöt éves korában hagyta ott az intézményt. Ekkor (Ligne herceg emlékiratai szerint) „magas és formás, varázslatosan szőke hajú és tiszta homlokú nő. A szeme, a szemöldöke gyönyörű, az arca ovális és két orcáján az apró anyajegyek máshoz nem hasonlítható érzéki bájt kölcsönöznek neki. Ajkán merész, kissé kihívó mosoly, a bőre finom, a melle zavarba ejtően formás, és aligha találni olyan asszonyt, aki kiállná vele az összehasonlítást”. Amikor azonban visszaköltözött anyjához, Billard szeretője féltékenységében mindkettőjüket kirúgatta. Anne egy jómódú polgárnál talált cselédi állást, Jeanne pedig állítólag utcai árusként dolgozott, míg lakhelyükön meg nem ismert egy Lametz nevű fodrászt, aki beleszeretett és tanítani kezdte a mesterségére. Öt hónap múlva − miután elköltötte vőlegénye megtakarított pénzét − szakítottak és egy gazdag főadóbérlő özvegyénél, Mme de La Garde-nál helyezkedett el szobalányként. Néhány hónappal később megvádolták, hogy lefeküdt az özvegy fiaival és elküldték. 1761-ben egy Labille nevű divatárukereskedő boltjában talált állást. A párizsi boltoskisasszonyok híresek voltak könnyű erkölcseikről és Jeanne is váltogatta a szeretőit, hogy gazdag „patrónust” találjon, aki eltartja. Ekkoriban kezdte el kiegészíteni keresetét Mme Gourdan bordélyában, de rendszeresen nem foglalkozott prostitúcióval, legalábbis a rendőrség listájára nem került fel. 1763-ban ismerkedett az akkor negyven éves Jean-Baptiste du Barry gróffal (valójában szegény gascogne-i kisnemes, aki egy örökölt 24 hektáros birtok után nevezte magát grófnak), aki szélhámoskodásból és kerítésből élt. Du Barry lányokat közvetített ki a nagypolgárok és arisztokraták részére, állandó kliense volt például Richelieu herceg. A gróf meghódította Jeanne-t, ajándékokkal halmozta el és magához költöztette fényűző lakásába. Néhány hónap után azonban közölte a lánnyal, hogy ha fenn akarja tartani életszínvonalát, neki is munkába kell állnia, vagyis találkoznia kell du Barry üzletfeleivel. A férfi 1764 decemberében vezette be legújabb védencét a társaságba és több főnemes (Vileroy márki, Sabran vikomt és Richelieu fia, Fronsac herceg) hamarosan rendszeres látogatója lett Jeanne-nak. 1765 októberében a lány elhagyta a grófot és Richelieu egyik lakásába költözött, de aztán a pénzhiány miatt és mert hiányolta du Barry Adolphe nevű fiát, akit szinte saját gyerekeként szeretett, visszatért a férfihoz.
A pár nagy lábon élt, palotát béreltek, hintón jártak. Rendszeresen fogadásokat adtak, szalonjukba divatos írók (pl. az ifjabb Crébillon vagy Charles Collé) jártak.

## A király szeretője

Mme de Barry (Louise Élisabeth Vigée Le Brun, 1782)

Mme Pompadour 1764-es halála óta XV. Lajos királynak nem volt állandó szeretője. Ideiglenes éjszakai szórakoztatóiról személyi inasa, az 1696-os születésű Dominique Guillome Le Bel gondoskodott; általában fiatal, szűz lányokat hajtott fel, mert a király félt a nemi betegségektől. 1768-ra az akkor 58 éves Lajos belefáradt az egyéjszakás kalandokba, potenciaproblémái is voltak. Mikor erről du Barry Richelieu hercegtől értesült (aki a király kamarása volt) tervezni kezdte, hogy bemutatja Jeanne-t a királynak és megpróbálják megszerezni az állandó királyi szeretői státuszt. A herceg és Le Bel (akit a gróf már ismert korábbról a luxusprostitúció világából) lehetetlennek tartotta a tervét, mert az uralkodó szeretői szinte mindig a nemesi rendből kerültek ki és hírnevüknek makulátlannak kellett lennie; Jeanne pedig közismert volt Párizs éjszakai életében. A gróf azonban kitartó volt és miután Le Bel lehetőséget kapott, hogy „kipróbálja” áruját, hajlandónak mutatkozott összeismertetni Jeanne-t és Lajost. A találkozás körülményei nem ismertek, de a volt kurtizán 1768 tavaszától a király szeretője lett; nem csak egy alkalomra, mint Le Bel számította, hanem az uralkodó szenvedélyesen beleszeretett.
Kapcsolatukat 1768 nyaráig titokban tartották. Lajos ezután szerette volna bemutatni Jeanne-t az udvarnak, de június 24-én meghalt a királyné, így később kellett megfelelő alkalmat találni. Le Bel ekkor bevallotta a királynak, hogy Jeanne még hajadon (korábban azt hazudta róla, hogy egy gróf felesége), így utasítást kapott az uralkodótól, hogy sürgősen adják férjhez. Jean du Barry nem szívesen engedte volna ki a kezéből a védence fölötti irányítást, ő maga azonban már nős volt. Így esett a választása a vidéken élő öccsére, a „kicsi és satnya” Guillaume du Barry-ra, aki 1768. szeptember 1-én házasságot kötött Jeanne-nal a párizsi Szt. Lőrinc plébánián. A nő a Jeanne Gomard de Vaubernier nevet használta (mivel a 25 év alatti nők esetén apai beleegyezésre volt szükség a házassághoz, így kreáltak egy fiktív, már elhalálozott Jean-Jacques de Vaubernier nevű személyt, akit kineveztek apjának); egyúttal három évet letagadott valódi korából. A házassági szerződés nyilvánvalóvá tette, hogy névházasságról van szó: előírta a házastársak teljes vagyoni elkülönülését és hogy a születendő gyerekek felnevelésért kizárólag a feleség felelős. A király és du Barry „grófné” kapcsolatát ezentúl már nem rejtegették. Közösen vettek részt a misén, Jeanne pedig lakosztályt kapott Versailles-ban (Le Bel régi lakását, mert ő időközben meghalt).

## A királyi udvarban

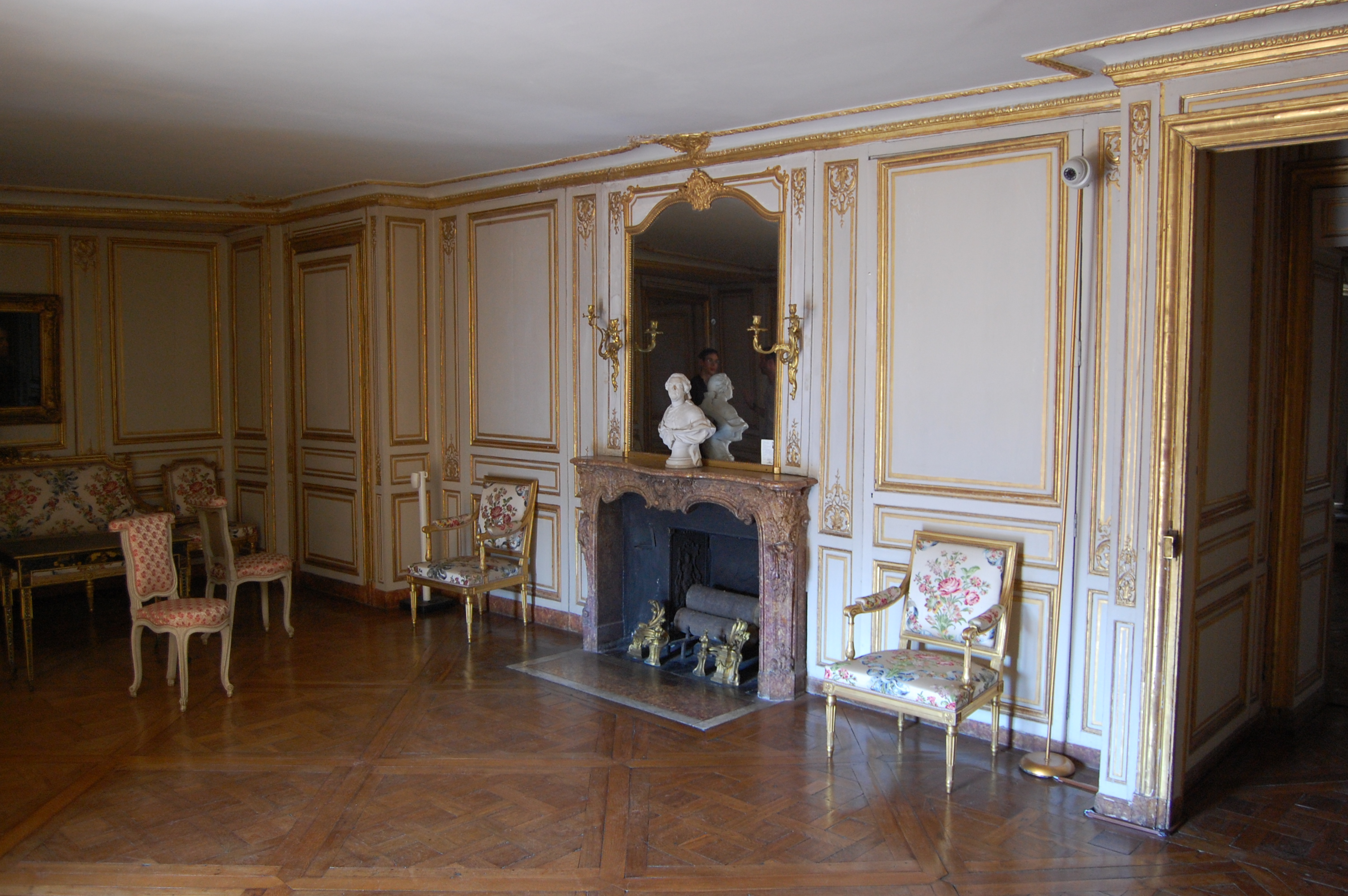
A du Barry-lakosztály Versailles-ban

A királyi udvar ekkor három, egymással élesen versengő klikkre oszlott. Legnagyobb befolyása a haladó szellemű Choiseul herceg, a király főminisztere által vezetett csoportosulásnak volt. Az intelligens és nagy munkabírású herceg szinte egy személyben vezette az országot, ám önhitt és gőgös intrikusként titokban lenézte a királyt. Ő nem lett volna feltétlenül ellenséges du Barry grófnéval szemben, de húga, Gramont hercegné Mme Pompadour halála óta a királyi szerető tisztségére tört és saját magát tartotta az udvar lelkének, így nem tűrhette, hogy egy másik nő kerül közel Lajoshoz. A másik két frakciónak a vallásos párt (benne elsősorban a király három férjhez nem ment lányával, Adél, Viktória és Lujza, valamint néhány miniszter) és az abszolutizmust védelmező konzervatív párt (benne Richelieu herceg és unokaöccse, Aiguillon herceg) számított. A vallásos klikk magától értetődően szóba sem állt a volt kurtizánnal, így a grófné akaratlanul is Richelieu pártjához sodródott, aki amúgy is régóta a pártfogója volt.
Choiseul úgy vélte, hogy Mme du Barry csak ellenségeinek ügynöke lehet a király közvetlen közelében és titokban rágalomhadjáratot indított a lejáratására. Színdarabokat, pamfleteket, röpiratokat íratott az alacsony származású, kétes hátterű királyi szerető ellen. Amikor szóba került, hogy bemutatják őt az udvarnál és helyzete így „hivatalossá” válik, a miniszter ügyes nyomásgyakorlással elérte hogy egyetlen udvarhölgy sem vállalta Jeanne bevezetését az udvarba (amit az etikett előírt). Richelieu végül Béarn grófnét fizette le százezer arannyal; így bár az eseményt betegségek miatt többször el kellett halasztani, a bemutatásra 1769. április 22-én sor került. A nagy hatalmú főminisztertől tartó udvaroncok sokáig elkerülték a király új szeretőjét, vagy igen hidegen viselkedtek vele. Jeanne nem tolakodott az előtérbe, nem intrikált és nem állt bosszút az elszenvedett sértésekért, így az udvar lassan hozzászokott és megkedvelték. Ha közeli barátnőkre nem is tett szert (ezt a szerepet sógornője, Chon du Barry játszotta), de végül kialakult körülötte egy nem túl jelentős udvarhölgyekből álló csoport; igaz ehhez hozzájárult, hogy a király utasított nyolc előkelő hölgyet, hogy barátkozzanak a grófnéval.                   

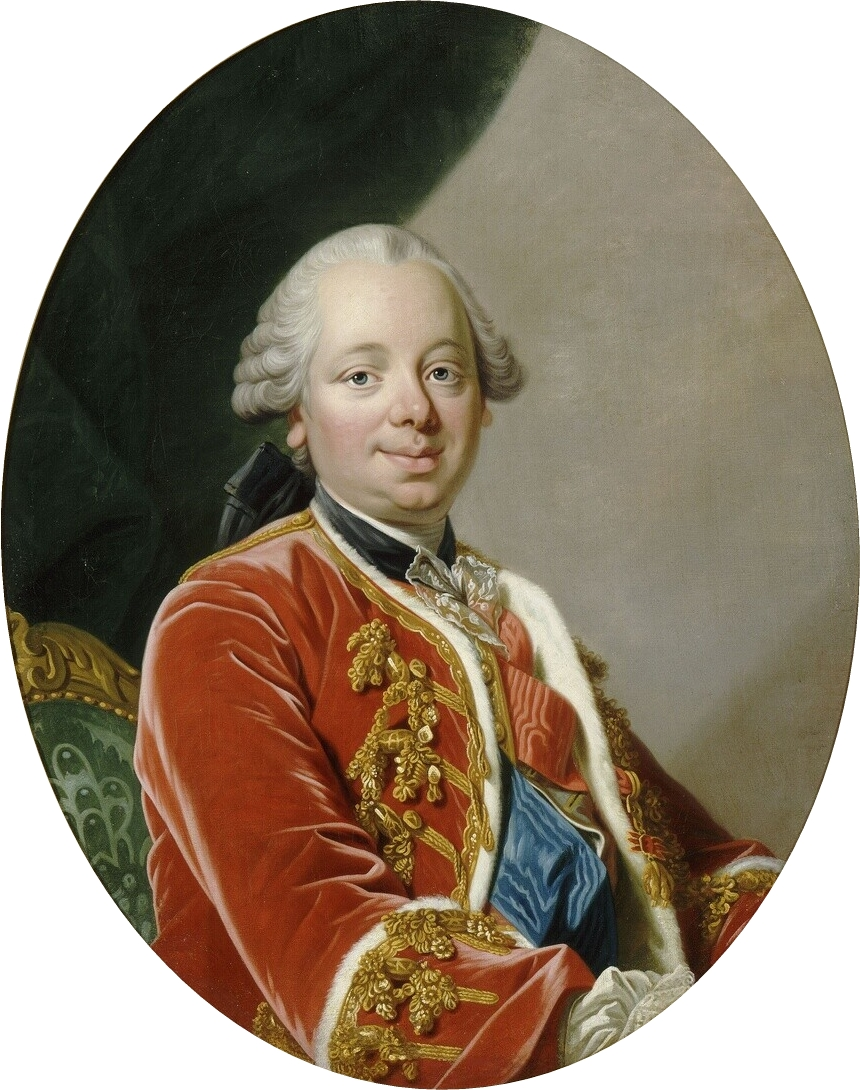
Choiseul herceg

1769 júliusában Lajos Mme du Barrynak ajándékozta a Versailles közelében fekvő louveciennes-i kastélyt és ő a meglehetősen egyszerű és kis épületet Ange-Jacques Gabriel királyi építésszel itáliai stílusban átalakíttatta. Hamarosan ez a kastély vált a grófné kedvenc tartózkodási helyévé (ide húzódott vissza XV. Lajos halála után is). Újévkor a versailles-i kastélyban is új lakosztályt kapott, közvetlenül Lajos lakrésze fölött (amelyben korábban a király menye, Szász Mária Jozefa hercegnő élt). Az uralkodó ajándékokkal halmozta el: 1772-ig átlagosan havi 200 ezer aranyat költött, ami később 350-600 közöttire nőtt (utóbbi összeg kb. 3 millió eurónak felel meg). Személyzete meghaladta a száz főt. A királyi szerető - Mme Pompadourtól eltérően - óvakodott attól, hogy a politikába beleártsa magát; befolyását inkább általa igazságtalannak gondolt bírósági ítéletek megváltoztatására használta fel. Megmentett például a halálos ítélettől egy szegény lányt, aki halva született újszülöttjét nem jelentette a hatóságoknál (a csecsemőgyilkosságok miatt ez kötelező volt); valamint egy katonát is, aki békeidőben elszökött, hogy találkozhasson a szüleivel.
1770 májusában a trónörökös, Lajos Ágost (a leendő XVI. Lajos) feleségül vette Mária Antóniát, Mária Terézia lányát. A házasságot külügyminiszterként Choiseul szervezte meg és a fiatal főhercegnő (aki a francia udvarban őt érezte legfőbb támogatójának) a miniszter pártját erősítette meg jelentékeny módon. Ez azzal járt, hogy kezdettől fogva ellenségesen viselkedett Mme du Barryval. Összeütközésükre hamarosan sor került, amikor a színházban Mária Antónia egyik udvarhölgye (Gramont grófné) nem adta át Mme du Barrynak a számára fenntartott ülőhelyet és erre a király száműzte őt az udvarból. 

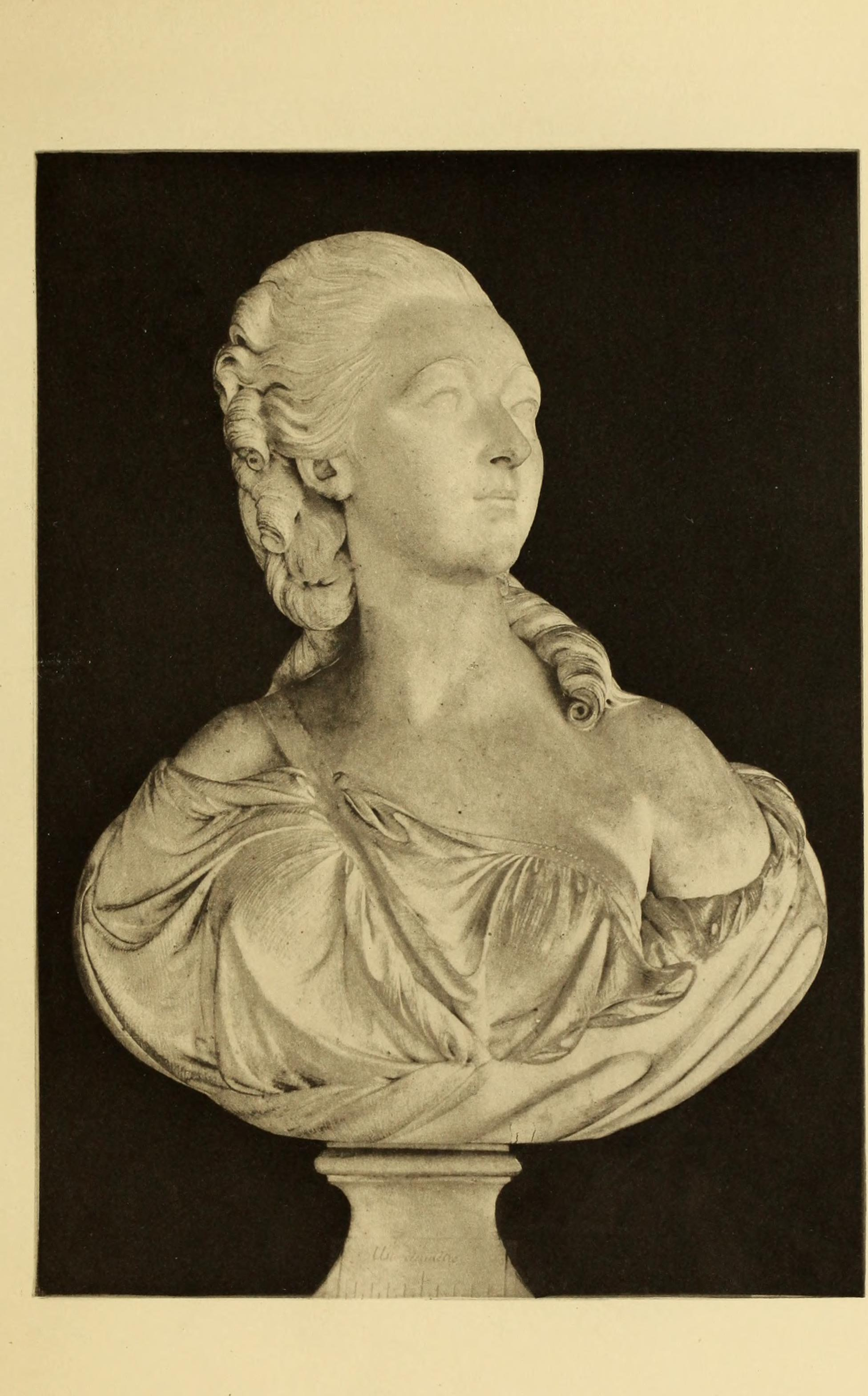
Mme du Barry mellszobra (Augustin Pajou műve, Louvre)

1770 végén Choiseul kegyvesztetté vált. A király abszolutista közigazgatási reformot tervezett, amelyben a helyi parlamentek (központi hatalomtól független nemesi-polgári törvényszékek, amelyek gyakran fellázadtak az uralkodói utasítások ellen) voltak a legfőbb ellenfelei. A felvilágosult szellemű főminiszter a helyi kormányzatok, így a parlamentek híve volt. Lajos szeptemberben egy parlamentellenes törvényt akart meghozni és amikor annak elfogadása alól a miniszter kivonta magát, tudta hogy nem bízhat meg benne. Amikor aztán szembement a király álláspontjával a Falkland-szigeteknél fellobbanó spanyol-angol konfliktusban is, Lajos 1770. december 24-én menesztette. Choiseul a közvélemény előtt azt hirdette, hogy Mme du Barryval való konfliktusa miatt kellett mennie és a királyt a szeretője irányítja. A pletykákat az is erősítette, hogy az új kormányzat három kulcsembere, Aiguillon külügyminiszter, Maupeou igazságügyminiszter és Terray pénzügyminiszter a konzervatív frakcióhoz tartozott és Mme du Barry barátjaként rendszeresen az ő szalonjában találkoztak. A reformot ellenző parlamentek már III. Cotillon (cotillon = alsószoknya) uralkodásáról köröztek röplapokat. A konzervatív párt többségbe került az udvarban is, mert a király reformszándékát ellenző arisztokraták egy részét rövidebb-hosszabb időre birtokaikra száműzték. A király szeretője azonban mindig is távol tartotta magát a politikától, egyedül Aiguillon herceg kinevezését sürgette meg a habozó királynál.
Jean du Barry, most hogy learathatta korábbi fáradozásai gyümölcsét, állandóan pénzért zaklatta a grófnét, aki végül 600 ezer arannyal fizette meg szolgálatait. A király ezután kitiltotta a grófot az udvarból. A grófné férje, Guillaume du Barry is jelentős apanázst kapott és palotát tartott fenn Toulouse-ban. Követelőzésére ezredesi rangot és Szent Lajos-rendet is kapott. 1772-ben - amikor Jeanne abban reménykedett, hogy a király morganatikus házasság keretében feleségül veszi - elváltak, Guillaume-ot pedig jelentős pénzösszeggel és egy birtokkal kárpótolták. Öccse szerencséjéről értesülve Jean du Barry is visszatért Párizsba és addig követelőzött és zaklatta volt szeretőjét míg 300 ezer aranyat és egy nagy erdőbirtokot préselt ki belőle. Jeanne az anyjának egy párizsi zárdában talált otthont, ahol rendszeresen látogatta.

## Mme du Barry és Mária Antónia

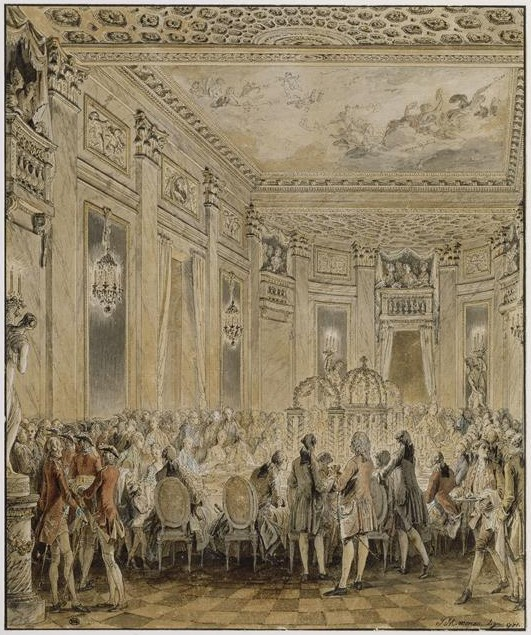
Vacsora a louveciennes-i kastélyban 1771. szeptember 2-án (Jean-Michel Moreau képe)

Bár Choiseul megbukott, a trónörökös felesége, Mária Antónia továbbra is ellenségesen viselkedett Mme du Barryval. Annak ellenére tett így, hogy anyja, Mária Terézia osztrák uralkodó főhercegnő (aki Lengyelország felosztása miatt feltétlenül el akarta nyerni a francia király jóindulatát) leveleiben több ízben figyelmeztette, hogy legyen vele kedvesebb. XV. Lajosnak végül elege lett a kínos helyzetekből, amelyek abból adódtak, hogy unokájának felesége nem hajlandó szólni az ő szerelméhez, sőt ránézni sem. 1771 nyarán megkérte az osztrák követet, vegye rá Mária Antóniát, hogy legalább egyszer szóljon Jeanne-hoz. A trónörökösné végül férje, Lajos dauphin nyomatékos kérésére beadta a derekát. Előre kitűzték az esemény idejét és módját. Az eredmény mégis bohózatba illőre sikerült. Az udvarban már mindenki tudott a várható „nagy eseményről”. A megbeszélt partin Mária Antónia sorban minden részvevővel beszélt pár szót, de közvetlenül Mme du Barry előtt a király leánya, Mária Adelheid hercegnő (aki szintén gyűlölte a királyi szeretőt) átterelte a társaságot egy másik lakosztályba. Az incidens hallatán Mária Terézia szokatlanul indulatos levélben figyelmeztette leányát, hogy az osztrák–francia kapcsolatokkal játszik. A jég végül 1772. január 1-én tört meg, amikor Mária Antónia az újévi reggeli felkelés szertartásán a többi udvarhölgy között megjelenő Mme du Barryt egy kétértelműnek is gondolható „Milyen sokan vannak ma Versailles-ban” mondattal üdvözölte. A két nő viszonya azonban a továbbiakban is hideg maradt; különösen 1772 ősze, Lengyelország első felosztása után. Ekkor már nem kellett attól tartani, hogy a lengyelek a szeretőjén keresztül elnyerik Lajos király rokonszenvét.

## Kegyvesztettsége

A louveciennes-i kastély Zenepavilonja

XV. Lajos 1774. április 27-én megbetegedett. Orvosai néhány nappal később feketehimlőt diagnosztizáltak nála. A fertőzésveszély ellenére nappal lányai, éjjel a szeretője ápolta. A király május 10-én halt meg. Két nappal később az Aiguillon herceg rueil-i kastélyában tartózkodó Mme du Barryt letartóztatták és a couilly-i Pont-aux-Dames zárdába küldték. Mária Antónia valamennyi du Barryra lesújtott, bár többségüknek sikerült időben külföldre menekülnie. Ligne herceg közbenjárására XVI. Lajos 1775 áprilisában engedélyezte, hogy Jeanne du Barry elhagyja a szigorú kolostort, de kitiltotta Versailles körzetéből. A grófné megvásárolta Saint-Vrain kastélyát és oda húzódott vissza. Pénzügyi gondjai miatt eladta párizsi palotáját és festménygyűjteménye jelentős részét. 1776 októberében Maurepas miniszter, hogy demonstrálja befolyását a királyné pártjával szemben, rávette XVI. Lajost, hogy rehabilitálja Mme du Barryt, aki eddig zokszó nélkül vetette alá magát a király parancsainak. A grófné így visszakapta minden ingó és ingatlan vagyonát és évjáradékait; sietve eladta saint-vreni birtokát és visszaköltözött kedvenc louveciennes-i kastélyába.
Bár életmódja nem volt hasonlítható a korábbihoz, de fényűző körülmények között élhetett. Nem utazott, de estélyeket adott, sok látogatót fogadott. 1777-ben inkognitóban meglátogatta a leendő II. József császár (Mária Antónia bátyja). Nem ment férjhez, de hosszú távú szerelmi viszonyt folytatott Brissac herceggel, aki már királyi szerető kora óta a hódolója volt. Gyermeke nem született.
1782-ben egy ismeretlen nő arra kérte, hogy juttasson egy kérvényt a királyhoz, Mme du Barry azonban elutasította. Három évvel később, 1785-ben ez az asszony részt vett a „királyné nyakéke” körül szőtt összeesküvésben és csalásban. A bűnügyi vizsgálat során emiatt Du Barry grófnét is kihallgatták, de tisztázták a nevét.

## A francia forradalom idején
A forradalom kitörése után a grófné – sok arisztokratával ellentétben – az országban maradt. 1789. október 6-án, amikor a párizsi tömeg betört Versailles-ba, befogadta a királyné két sebesült testőrét.
1791. január 10-én, amikor Brissac hercegnél töltötte az éjszakát, betörtek a louveciennes-i kastélyba és ellopták jelentős ékszergyűjteményének legszebb darabjait. A grófné elküldte a leírásukat Európa ismertebb ékszerkereskedőihez, és ennek alapján a tolvajokat február 9-én Londonban letartóztatták. Az angol bírósági eljárás a külföldi résztvevők miatt rendkívül idő- és pénzigényesnek bizonyult és Mme du Barrynak számos alkalommal Londonba kellett utaznia, ahol ékszerei még mindig letétben voltak. Az angol fővárosban természetesen meglátogatta korábbi barátait és ismerőseit, akik a forradalom elől külföldre menekültek; emiatt azonban egyre gyanúsabbá vált a francia hatóságok szemében, akik futárt vagy összekötőt láttak benne az emigránsok és az otthon maradt ellenforradalmárok között.

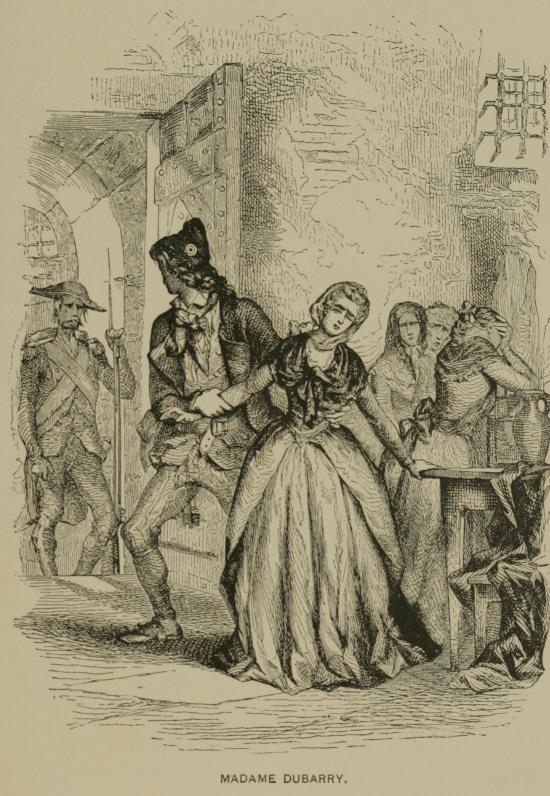
Madame du Barryt a vesztőhelyre viszik

1792. május 30-án Brissac herceget, aki ekkor a királyi testőrség vezetője volt, letartóztatták. Augusztus 10-én a forradalmi tanács erőszakkal elfoglalta a Tuileriák palotáját, a királyi pár a Nemzetgyűlésbe menekült. A herceg szárnysegédje, Maussabré megsebesült az összecsapásban és Mme du Barryhoz szökött, de 19-én a hatóságok megtalálták (a következő hónapban a börtönébe betörő tömeg megölte). Szeptember 4-én Brissacot és további ötvenkét foglyot a saumuri kastélyba irányították át és útközben, 8-án a fellázított parasztok a politikai foglyokat meglincselték.
1793 elején amikor a Mme du Barry ismét Londonban tartózkodott, egy sans-culotte csoport (köztük a grófné egyik elbocsátott alkalmazottja és Zamor nevű bengáli „néger inasa”) feljelentette őt, mint emigránst. A hatóság zár alá vette a vagyonát, de miután márciusban visszatért, fél éves vizsgálat után a zárolást feloldották.
1793. szeptember 17-én a Konvent elfogadta a „gyanús személyekről” szóló törvényt, ennek alapján nem csak az emigránsokat, hanem bármilyen, forradalomellenességgel gyanúsított személyt le lehetett tartóztatni. A grófnét szeptember 22-én fogták el és a párizsi Sainte-Pélagie börtönbe szállították. A forradalmi törvényszék november 22-én hallgatta ki, és összeesküvéssel, az emigránsokkal való kapcsolattartással és „az állam vagyonának herdálásával” vádolta. December 4-én átszállították a Palace de Justice alagsorában lévő Conciergerie-be, amelyet a halálra ítélteknek tartottak fenn. Három nappal később a bíróság őt is halálra ítélte. December 8-án hajnalban elhitették vele, hogy ha elárulja elrejtett ékszereinek hollétét, életben maradhat. Több órás kihallgatás után azonban mégis kordéra tették és a guillotine-hoz szállították. A grófné, aki már azt hihette, hogy megmenekül, végig sikoltozott, az életéért könyörgött. Még a vérpadon is kérlelte a végrehajtót: „Csak még egy pillanat, hóhér úr”, de hiába: délután négykor lefejezték.

## Emlékezete

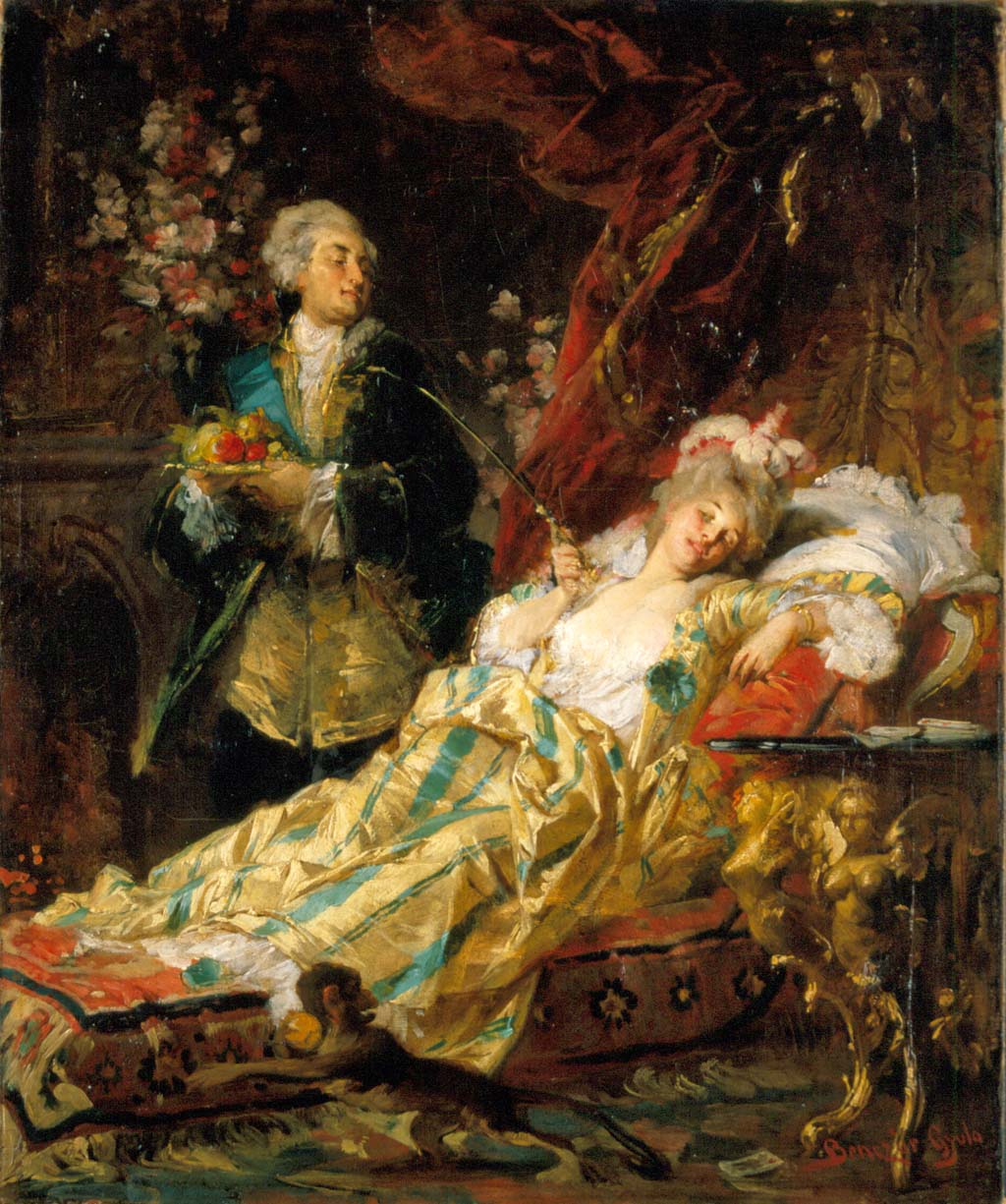
XV. Lajos és du Barry (Benczúr Gyula, 1874)

Madame du Barry alakja számos filmben felbukkan:
- DuBarry (1915, alakítója Leslie Carter)
- Madame Du Barry (1917, Theda Bara)
- Madame DuBarry (1919, Pola Negri)
- Du Barry, Woman of Passion (1930, Norma Talmadge)
- Madame Du Barry (1934, Dolores del Río)
- Marie Antoinette (1938, Gladys George)
- DuBarry Was a Lady (1943, Lucille Ball)
- Black Magic (1949, Margot Grahame)
- Madame du Barry (1954, Martine Carol)
- The Rose of Versailles (1979, anime)
- Marie Antoinette (2006, Asia Argento)
- Jeanne du Barry – A szerető (2023, Maïwenn)

A gasztronómiában a „du Barry módra” készült ételek többnyire karfiollal és tejszínes mártással készülnek.